# Dżarglyn Erdentülchüür
Dżarglyn Erdentülchüür (mong. Жаргалын Эрдэнэтүлхүүр; ur. 13 września 1978 w Ułan Bator) – mongolski biegacz narciarski, olimpijczyk.
W Salt Lake City wziął udział w biegu na 15 kilometrów, w którym zajął 63. miejsce.